# Centralni bontoc (jezik)
Centralni bontoc jezik (ISO 639-3: bnc; bontoc), filipinski makrojezik s otoka Luzona u Filipinima.
Nekada smatran individualnim jezikom koji je sada podijeljen na više jezika, to su: centralni bontok ili bontok [lbk] (novi identifikator), istočni Bontok [ebk], sjeverni bontok [rbk], južni bontok [obk] i jugozapadni bontok [vbk]. Ukupno 540 000 govornika (2007 SIL); 10 000 monolingualnih, a u upotrebi su i ilocano, engleski ili filipinski [fil].

## Vanjske poveznice
- Ethnologue (14th)
- Ethnologue (15th)